# Graceland (canción)
«Graceland» es la canción del título del álbum Graceland lanzado en 1986 por Paul Simon. La canción cuenta con la voz de The Everly Brothers.
Las letras tratan de los pensamientos del cantante durante un viaje por carretera a Graceland  después del fracaso de su matrimonio con la actriz y escritora Carrie Fisher.

## Recepción
La canción ganó los Premios Grammy de 1988 por la mejor grabación del año. Fue la canción más baja a nivel de listas de éxitos de todo el mundo en ganar este reconocimiento hasta 2009, cuando lo hizo la canción Please Read the Letter, de Robert Plant y Alison Krauss, que no logró entrar en las listas.
Fue incluida en el puesto # 485 de las 500 mejores canciones de todos los tiempos según Rolling Stone en 2003. 

## Versiones
Graceland ha sido versionada por varios artistas, incluyendo Hot Chip, Grizzly Bear, El Vez, Casiotone for the Painfully Alone y The Tallest Man on Earth.
Un cover  por Willie Nelson alcanzó el puesto número 70 en la Billboard Hot Singles Country & Tracks en 1993.

## Listas de éxitos
| Listas (1986)                    | Mejor posición |
| -------------------------------- | -------------- |
| Australian Kent Music Report     | 62             |
| Belgian Singles Chart (Flanders) | 35             |
| Canadian RPM Top Singles         | 70             |
| Dutch Singles Chart              | 79             |
| Irish Singles Chart              | 27             |
| New Zealand Singles Chart        | 37             |
| U.K. Singles Chart               | 98             |
| U.S. Billboard Hot 100           | 81             |